# همه‌پرسی قانون خانواده کوبا ۲۰۲۲
همه‌پرسی در ۲۵ سپتامبر ۲۰۲۲ در کوبا برای تصویب اصلاحیه‌های قانون خانواده قانون اساسی کوبا برگزار شد. این همه‌پرسی به تصویب رسید و ازدواج همجنس، فرزندخواندگی زوج‌های همجنس و رحم جایگزین نوع‌دوستانه و موارد دیگر را قانونی کرد. پس از همه‌پرسی، سیاست‌های خانوادگی کوبا به عنوان مترقی‌ترین سیاست‌های آمریکای لاتین توصیف شده‌است.

## زمینه
تا سال ۲۰۱۹، ماده ۳۶ قانون اساسی کوبا (آخرین اصلاحیه در سال ۱۹۹۲) ازدواج را به عنوان «اتحاد داوطلبانه بین یک مرد و یک زن» تعریف می‌کرد. به این ترتیب، عبارت از نظر قانون اساسی ازدواج همجنس را ممنوع کرده بود.
در دسامبر ۲۰۱۷، گروه‌های ال‌جی‌بی‌تی کمپین عمومی را برای لغو ممنوعیت قانون اساسی راه‌اندازی کردند. در ۴ مه ۲۰۱۸، ماریلا کاسترو گفت که اصلاح قانون اساسی را پیشنهاد خواهد کرد و یک اقدام تکمیلی برای قانونی کردن ازدواج همجنس معرفی خواهد کرد و انتظار می‌رود روند اصلاح قانون اساسی در ژوئیه ۲۰۱۸ آغاز شود. در ۲۱ ژوئیه، شورای ایالتی، هومرو آکوستا آلوارز، گفت که پیش نویس قانون اساسی شامل ماده ای است که ازدواج را به عنوان «اتحاد بین دو نفر» تعریف می‌کند. مجلس ملی این پیش نویس را در ۲۲ ژوئیه، تصویب کرد و بین ۱۳ اوت تا ۱۵ نوامبر ۲۰۱۸ مشروط به رایزنی عمومی بود.
موضوع ازدواج همجنس بحث‌ها و سازمان‌دهی عمومی را در کوبا برانگیخت. در ژوئن ۲۰۱۸، پنج فرقه مسیحی ازدواج همجنس را «بر خلاف روح انقلاب کمونیستی» اعلام کردند. در آنچه به عنوان «جنگ پوستر» توصیف شد، مخالفان و موافقان ازدواج همجنس صدها پوستر در اطراف هاوانا نصب کردند. در سپتامبر ۲۰۱۸، پس از مخالفت محافظه‌کاران با پیشنهاد قانونی کردن ازدواج همجنس، رئیس‌جمهور کوبا و دبیر اول حزب کمونیست کوبا، میگل دیاز-کانل، حمایت خود را از ازدواج همجنس اعلام کرد. در اولین مصاحبه خود از زمان تصدی ریاست جمهوری در آوریل، او به تله‌شور گفت که از «ازدواج بین افراد بدون هیچ محدودیتی» حمایت می‌کند و طرفدار «رفع هر نوع تبعیض در جامعه» است.
کمیسیون قانون اساسی در ۱۸ دسامبر، تعریف ازدواج را از لایحه حذف کرد. در عوض، کمیسیون ترجیح داد از زبان بی‌طرف استفاده کند و ازدواج را به عنوان یک «نهاد اجتماعی و قانونی» بدون اشاره به جنسیت طرفین تعریف کند. این بدان معناست که قانون اساسی جدید به صراحت ازدواج همجنس را قانونی نمی‌کند، اما در عین حال ممنوعیت ازدواج همجنس از طریق تغییر در قانون خانواده لغو می‌شود. ماریلا کاسترو گفت که ازدواج همجنس گرایان با تغییر در قانون خانواده قانونی خواهد شد. لوئیس روندون پاز، مفسر و فعال حقوق بشر، در هاوانا تایمز، استدلال کرد که دولت هرگز قصد قانونی کردن ازدواج همجنس را نداشته‌است، و در عوض به دنبال منحرف کردن توجه از سایر مسائل داخلی و تبلیغ خود در سطح بین‌المللی به عنوان یک دولت مترقی است.

قانون اساسی جدید در یک همه‌پرسی در ۲۴ فوریه ۲۰۱۹ با ۹۰٫۶ درصد موافق تصویب شد و در ۱۰ آوریل همان سال لازم الاجرا شد. اصل ۸۲ قانون اساسی جدید می‌گوید:
ازدواج یک نهاد اجتماعی و قانونی است. ازدواج یکی از اشکال سازمان خانواده مبتنی بر رضایت آزاد و برابری حقوق، تعهدات و ظرفیت قانونی زوجین است که قانون شکل و آثار آن را تعیین می‌کند.

## آماده‌سازی

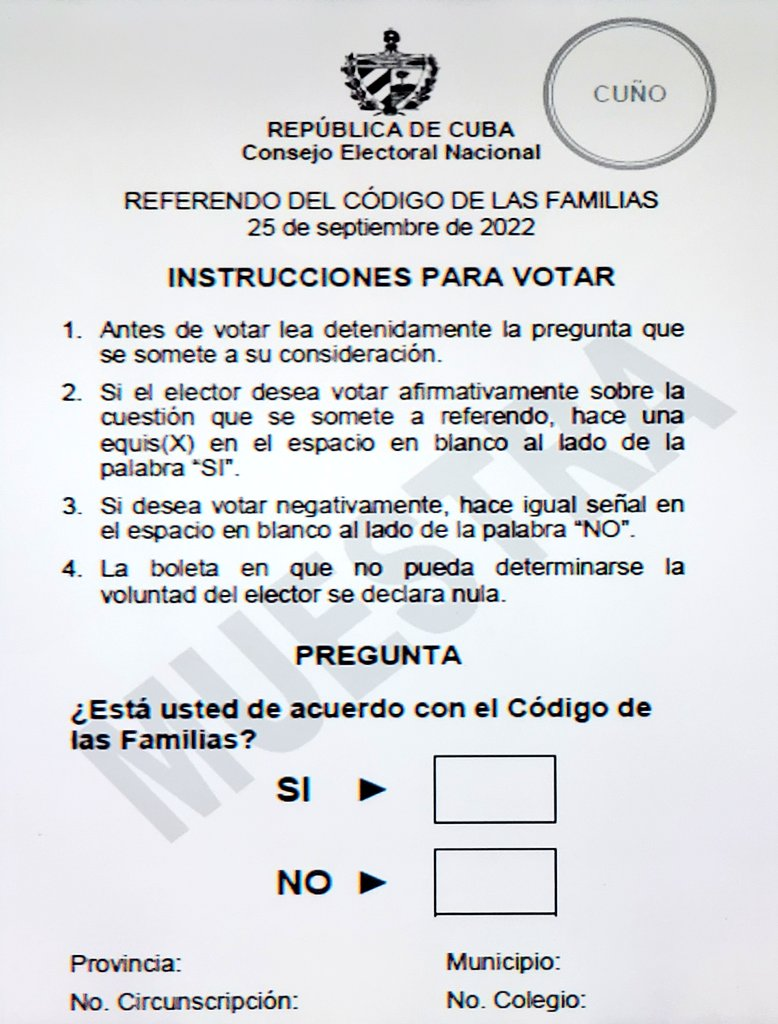
برگه رای که در همه‌پرسی استفاده شد.

در ۱۵ سپتامبر ۲۰۲۱، دولت کوبا پیش نویس قانون جدید خانواده را منتشر کرد که ازدواج همجنس را قانونی می‌کند. در ماده ۶۱ این پیش‌نویس آمده‌است: نکاح «وصلت توافقی بین دو نفر» بدون تعیین جنسیت زوج است. به همین ترتیب، والدین دیگر بر اساس جنسیتشان تعریف نمی‌شوند، زیرا مواد ۳۰ و ۳۱ به فرزندخواندگی زوج‌های همجنس اجازه می‌دهد و صریحاً به زوج‌هایی که از اشکال مختلف فناوری کمک باروری استفاده می‌کنند، حق والدین بودن اعطا می‌کند.ک قانون جدید توسط انجمن‌های حقوق ال‌جی‌بی‌تی مورد استقبال قرار گرفت، اگرچه آنها در مورد موفقیت تغییرات محتاط بودند. در ۳۰ دسامبر ۲۰۲۱، یک کمیسیون ویژه برای سازماندهی همه‌پرسی به ریاست دیپلمات آنتونیو ماچین ایجاد شد.
با توجه به یک دوره مشاوره عمومی از ۱۵ فوریه ۲۰۲۲، این پروژه توسط برخی از فعالان ال‌جی‌بی‌تی مورد انتقاد قرار گرفت و آنها استدلال کردند که یک حق اساسی نباید به همه‌پرسی گذاشته شود. دولت پاسخ داد که ترجیح می‌دهد تغییرات در قانون را به گونه ای اجرا کند که مورد قبول مردم باشد نه اینکه با زور اعمال شود. روند همه‌پرسی همچنین در پس زمینه موجی از قانونی شدن ازدواج همجنس در بقیه آمریکای لاتین انجام می‌شد که بر ناامیدی جامعه ال‌جی‌بی‌تی کوبا در مورد سرعت کند تغییرات در مقایسه با حوزه‌های قضایی مجاور افزوده بود.
علاوه بر مسائل ال‌جی‌بی‌تی، قانون خانواده جدید همچنین شامل حمایت بیشتر از کودکان و نوجوانان، مسئولیت مشترک والدین در آموزش و تساوی شدید حقوق بین زن و مرد است. این قانون همچنین حق عدم محرومیت، خشونت یا غفلت والدین را برای خردسالان تضمین می‌کند.
در ۶ ژوئن ۲۰۲۲، نسخه ۲۵ قانون خانواده ارائه شد که منعکس کننده نتایج نهایی مشاوره عمومی و شامل اصلاحاتی در ۴۸٫۷۳٪ از مقالات است.

## نظرسنجی‌ها
| منبع نظرسنجی                 | تاریخ (های) انجام شده  | اندازهی نمونه {{سخ}} (پیشنهادها) | آره        | خیر                     | تصمیم نگرفتم | پیشتازی |       |   |   |   |
| ---------------------------- | ---------------------- | -------------------------------- | ---------- | ----------------------- | ------------ | ------- | ----- | - | - | - |
| منبع نظرسنجی                 | تاریخ (های) انجام شده  | اندازهی نمونه {{سخ}} (پیشنهادها) | Granma/PCC | ۱ فوریه - ۳۰ آوریل ۲۰۲۲ | ۴۳۴٬۸۶۰      | پیشتازی | ۶۱٫۹۶ | – | – | – |
| Granma/PCC                   | ۱ فوریه - ۲۰ مارس ۲۰۲۲ | حدود ۲۲۵۰۰۰                      | ۵۴         | –                       | –            | –       |       |   |   |   |
| پیش نویس کد خانواده منتشر شد |                        |                                  |            |                         |              |         |       |   |   |   |
| Apretaste                    | ژوئیه ۲۰۱۹             | ۳۹۰                              | ۶۳٫۱       | ۳۶٫۹                    | –            | ۲۶٫۲    |       |   |   |   |

## نتایج
نتایج در ۳۰ سپتامبر توسط شورای ملی انتخابات منتشر شود. با این حال، نظرسنجی‌های اولیه نشان داد که اکثریت رای‌دهندگان از این پیشنهادها حمایت کردند. میزان ممتنع از همه‌پرسی ۲۶ درصد، بیشتر از نرخ ممتنع برای همه‌پرسی قانون اساسی سال ۱۹۷۶ و ۲۰۱۹ بود.
| انتخاب                 | انتخاب                 | آراء      | ٪      |
| ---------------------- | ---------------------- | --------- | ------ |
| موافق                  | موافق                  | ۳٬۹۵۰٬۲۸۸ | ۶۶٫۸۵  |
| مخالف                  | مخالف                  | ۱٬۹۵۹٬۰۹۷ | ۳۳٫۱۵  |
| کل                     | کل                     | ۵٬۹۰۹٬۳۸۵ | ۱۰۰٫۰۰ |
|                        |                        |           |        |
| آراء معتبر             | آراء معتبر             | ۵٬۹۰۹٬۳۸۵ | ۹۴٫۲۶  |
| آراء نامعتبر/سفید      | آراء نامعتبر/سفید      | ۳۶۰٬۰۴۲   | ۵٫۷۴   |
| کل آراء                | کل آراء                | ۶٬۲۶۹٬۴۲۷ | ۱۰۰٫۰۰ |
| رأی‌دهندگان ثبت‌نام کرده | رأی‌دهندگان ثبت‌نام کرده | ۸٬۴۵۷٬۹۷۸ | ۷۴٫۱۲  |
| منبع: CEN, CEN         |                        |           |        |

### بر اساس استان
| استان                   | موافق     | موافق | مخالف     | مخالف |
| استان                   | رای‌ها     | %     | رای‌ها     | %     |
| ----------------------- | --------- | ----- | --------- | ----- |
| پینار دل ریو            | ۲۳۱٬۳۴۹   | ۷۰٫۶۰ | ۹۶٬۳۵۵    | ۲۹٫۴۰ |
| آرتمیسا                 | ۱۸۱٬۰۱۵   | ۶۹٫۳۶ | ۷۹٬۹۴۸    | ۳۰٫۶۴ |
| لا هابانا               | ۷۰۹٬۹۲۰   | ۶۹٫۹۹ | ۳۰۴٬۳۷۲   | ۳۰٫۰۱ |
| مایابکه                 | ۱۱۶٬۶۳۸   | ۶۲٫۱۸ | ۷۰٬۹۳۳    | ۳۷٫۸۲ |
| ماتانزاس                | ۲۵۵٬۳۱۵   | ۷۰٫۰۵ | ۱۰۹٬۱۸۲   | ۲۹٫۹۵ |
| ویا کلارا               | ۲۸۰٬۶۱۰   | ۶۶٫۵۳ | ۱۴۱٬۱۶۲   | ۳۳٫۴۷ |
| سیینفوئگوس              | ۱۵۲٬۸۳۳   | ۷۲٫۱۵ | ۵۸٬۹۸۶    | ۲۷٫۸۵ |
| سانکتی اسپیریتوس        | ۱۸۴٬۰۷۸   | ۶۸٫۵۴ | ۸۴٬۴۷۸    | ۳۱٫۴۶ |
| سیه‌گو ده آویلا          | ۱۷۶٬۴۴۹   | ۷۱٫۶۰ | ۶۹٬۹۷۴    | ۲۸٫۴۰ |
| کاماگوئی                | ۲۷۱٬۳۸۲   | ۶۶٫۰۳ | ۱۳۹٬۶۱۱   | ۳۳٫۹۷ |
| لاس توناس               | ۱۸۰٬۹۳۷   | ۶۴٫۱۵ | ۱۰۱٬۱۰۴   | ۳۵٫۸۵ |
| اولگین                  | ۲۸۹٬۲۷۱   | ۵۳٫۵۸ | ۲۵۰٬۵۸۰   | ۴۶٫۴۲ |
| گرانما                  | ۳۲۳٬۰۷۰   | ۷۰٫۰۷ | ۱۳۷٬۹۹۹   | ۲۹٫۹۳ |
| سانتیاگو د کوبا         | ۳۹۲٬۰۹۹   | ۶۸٫۶۶ | ۱۷۸٬۹۶۳   | ۳۱٫۳۴ |
| گوانتانامو              | ۱۵۲٬۴۱۸   | ۵۶٫۲۱ | ۱۱۸٬۷۲۰   | ۴۳٫۷۹ |
| ایسلا د لا خوبنتود      | ۳۲٬۴۰۱    | ۷۱٫۲۹ | ۱۳٬۰۴۷    | ۲۸٫۷۱ |
| رای‌دهندگان خارج از کشور | ۲۰٬۵۰۳    | ۸۴٫۷۷ | ۳٬۶۸۳     | ۱۵٫۲۳ |
| مجموع آرای معتبر        | ۳٬۹۵۰٬۲۸۸ | ۶۶٫۸۵ | ۱٬۹۵۹٬۰۹۷ | ۳۳٫۱۵ |

## یادداشت
1. ↑  حمایت از ازدواج همجنس